# Vägskyddsanläggning

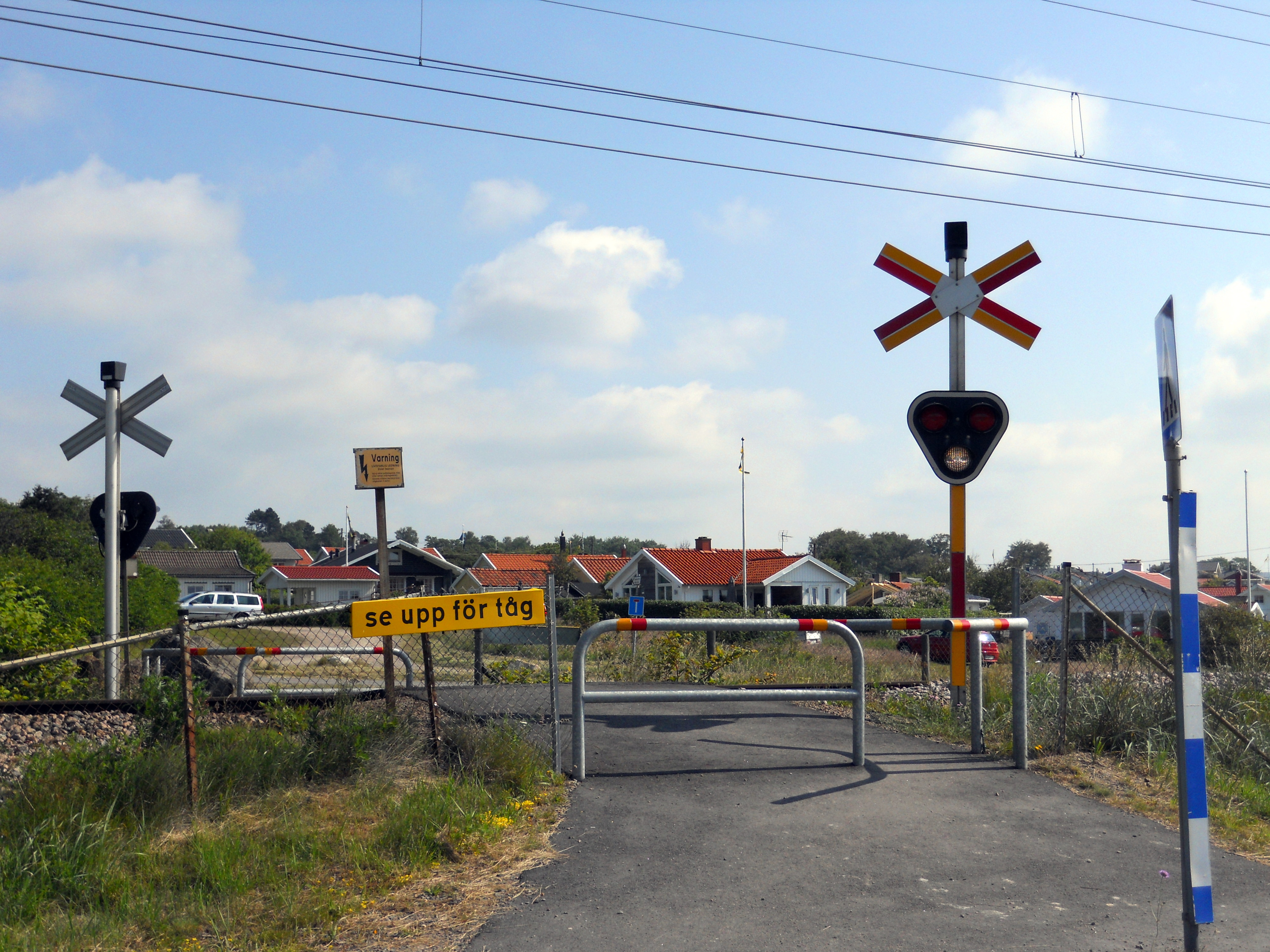
En järnvägsövergång över Västkustbanan i Apelviken i Varberg.

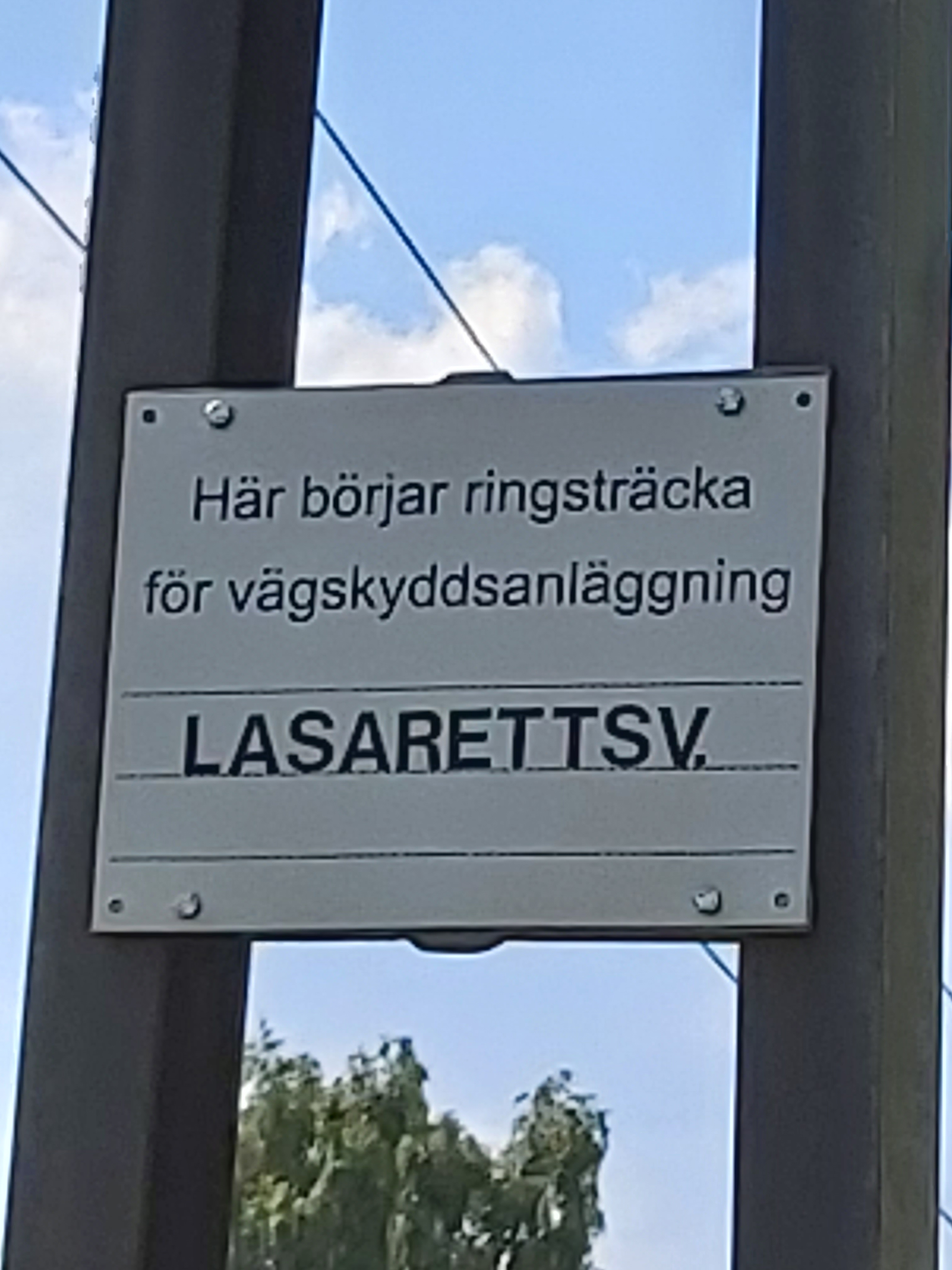
Här fem kilometer öster om Lasarettsvägen om centrala Skellefteå aktiveras bomfällningen där.

Vägskyddsanläggning är en anläggning som vid korsning av väg och järnväg ska stoppa vägtrafikanter när tåg kommer och stoppa tåg när vägtrafikanterna ej fått stoppsignal.
Anläggningen består av dels en detekteringsdel och dels en signaldel. Detekteringen känner av att ett tåg kommer och från vilket håll, att stoppsignaler tänts och eventuella bommar fällts samt när sista vagnen passerat korsningen. Signaldelen ger en förvarning till föraren om bommar ej fällts, så att denne hinner stoppa tåget före övergången. Vidare tänder signaldelen blinkande stoppljus för vägtrafikanterna, startar eventuell ringsignal samt fäller eventuella bommar.
Detekteringen sker genom tre spårledningar (en spårledning indikerar att ett tåg befinner sig på en viss sträcka): Dels finns en spårledning från ena hållet, som är så lång att både bommarna hinner fällas och tåget stoppas om bommarna ej fällts. Dels en motsvarande spårledning från andra hållet. Slutligen en tredje spårledning som täcker enbart själva vägövergången och gör att bommarna kan hävas redan när sista vagnen passerat. När ett tåg kommer sker följande: 
- En av spårledningarna indikerar att ett tåg anländer.
- Systemet noterar vilken spårledning och vet då från vilket håll tåget kommer.
- Stoppljus för vägtrafikanterna tänds (2 röda blinkande ljus), ringsignal ges och bommar fälls.
- När bekräftelse ges att bommarna är helt fällda ändras en optisk förvarningssignal, V-försignal, (tre gula ljus i ”dödskalleformering”) från "stopp före plankorsningen" (blinkande) till ”passera” (fast sken). Denna försignal står så långt från övergången så att tåget kan stanna. Vidare ändras V-signalen vid vägskyddet från rött till vitt sken.
- Om försignalen visar stopp skall föraren om möjligt stanna tåget före plankorsningen och kontakta tågklareraren.
- När den mittersta spårledningen vid övergången först indikerat att ett tåg passerar och sedan att det passerat, hissas bommarna upp och signalerna visar klart för vägtrafik (vitt blink), försignalerna och V-signalen för tåget visar stopp så fort bommarna börjar röra sig.
- När den bortre spårledningen visar att tåget passerat nollställs systemet.

Vid dubbelspår är logiken mer komplicerad. Styrutrustningen för vägskyddsanläggningen är placerad i de små kiosker vid sidan av övergångarna. Anläggningarna har batterier för att fungera även vid strömavbrott.